# 沙溪镇 (上饶市)
沙溪镇，是中华人民共和国江西省上饶市信州区下辖的一个乡镇级行政单位。

## 行政区划
沙溪镇下辖以下地区：
沙溪街社区、胜利社区、东风村、向阳村、龙头村、李家村、五里村、英塘村、油麻坞村、白石村、宋宅村、西坂村、铅岭村、青岩村和何家村。